# Головинське родовище лабрадориту

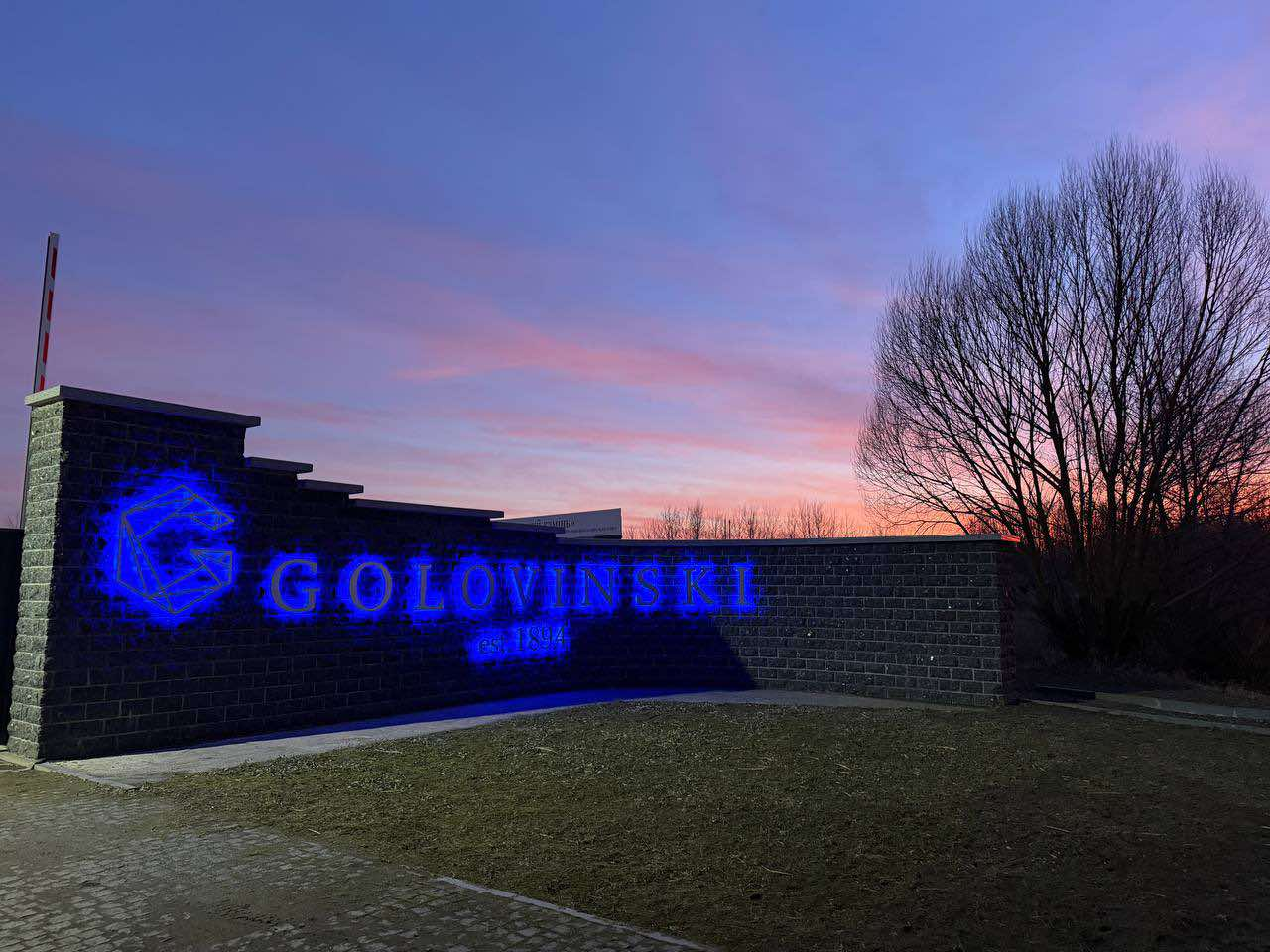
Головинське родовище

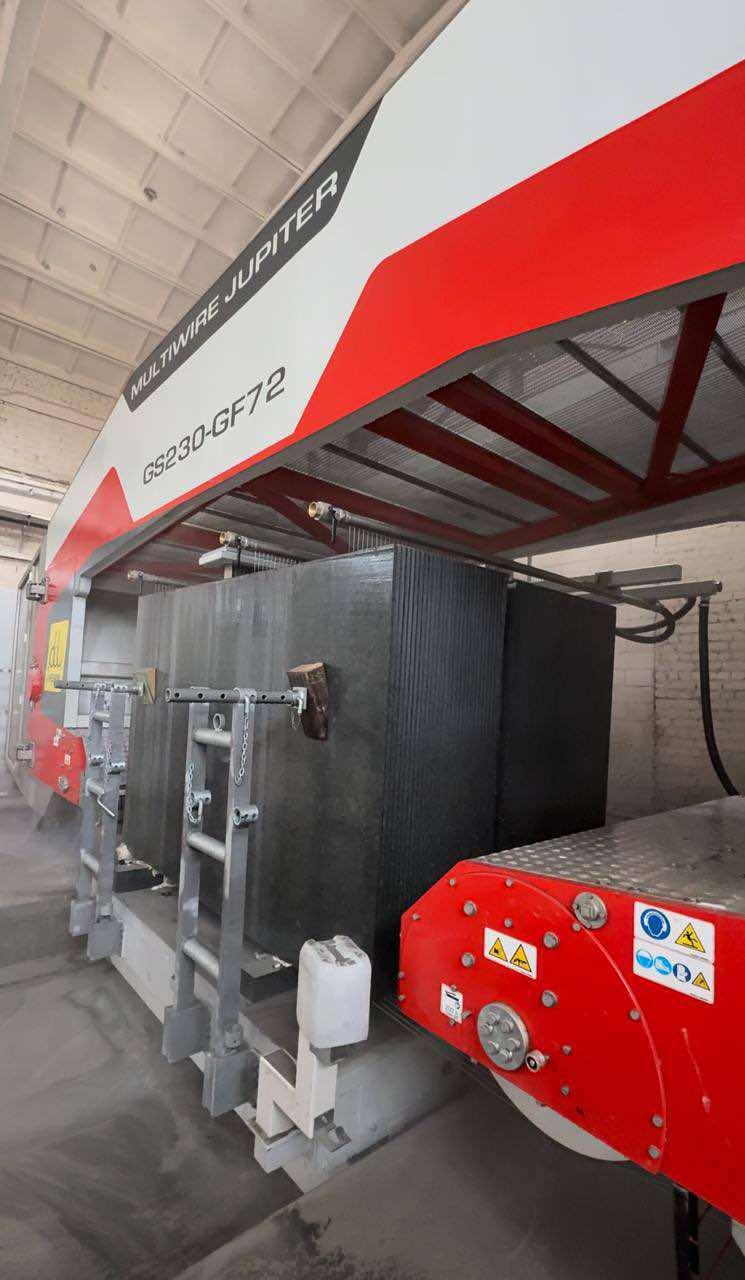
Устаткування Головинського родовища

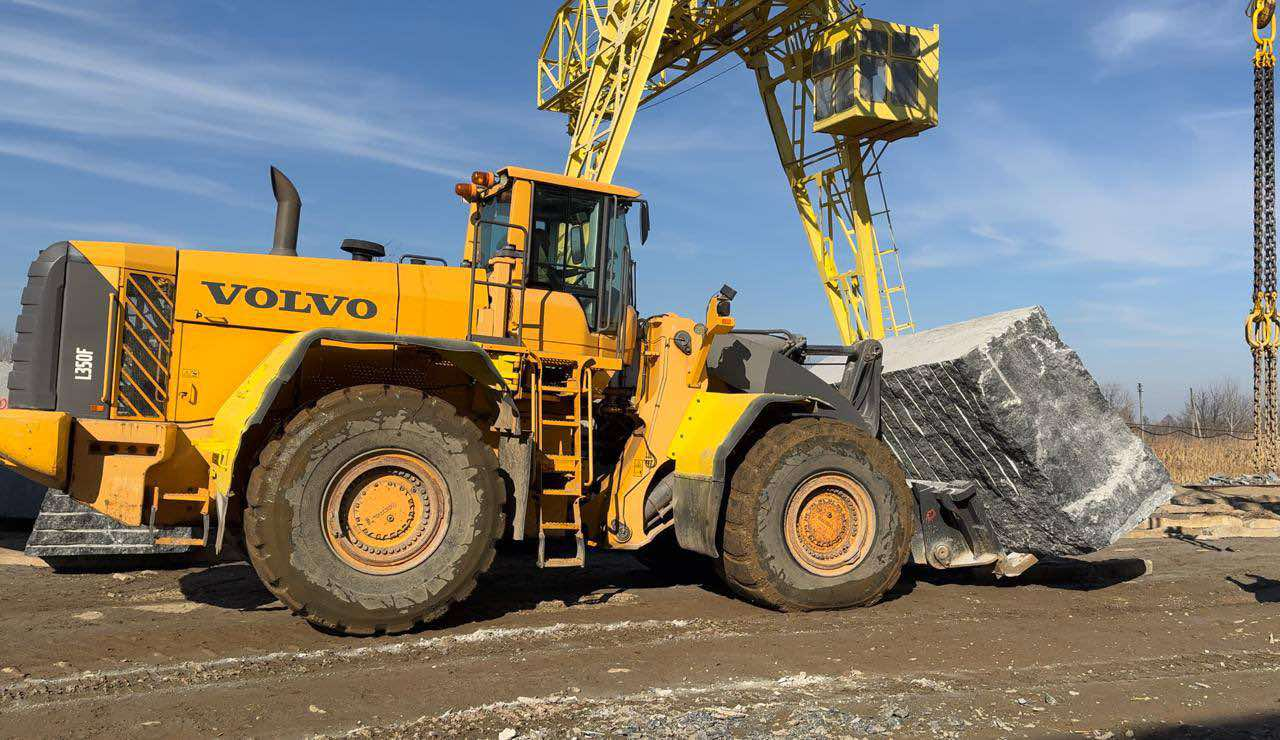
Моноліт граніту з Головинського родовища

Головинське родовище лабрадориту — одне з найбільших родовищ лабрадориту в Україні, розташоване у смт Головине Житомирської області. Відоме завдяки декоративному каменю з характерною блакитною іризацією — лабрадориту Volga Blue, який належить до елітних облицювальних матеріалів.

## Історія
Родовище відкрив у 1840 році київський лікар Ширмер. Перші наукові згадки належать геологу Сегету, а згодом — професору В.Є. Тарасенку. Промисловий видобуток розпочато у 1894 році з ініціативи землевласників Саліса та Душинського. У 1896 році у селищі Головине збудовано першу каменеобробну фабрику. У 1930-х роках підприємство інтенсивно розвивалося, зокрема, у виробництві облицювальних плит для урядових споруд. 
У 1932 році при підприємстві створено школу учнівської молоді, яка згодом стала єдиним училищем у СРСР з підготовки фахівців з обробки граніту. Під час Другої світової війни родовище експлуатувалося окупаційною владою. Після війни підприємство було відновлено. 
У 1960-х роках проведено масштабну реконструкцію виробництва із застосуванням сучасного на той час устаткування.

## Сучасність
У 2019 році підприємство було приватизовано та передано у власність ТОВ «Головинський камінь», що входить до групи компаній GOLOVINSKI. Відтоді розпочався етап модернізації виробництва із залученням обладнання провідних світових брендів. Особливістю діяльності підприємства стало виготовлення великоформатних слябів з лабрадориту Volga Blue розміром до 3×2 метри.
Продукція підприємства почала експортуватися до багатьох країн, зокрема, використовується в архітектурі міст Європи, Азії, Північної Америки та Близького Сходу.

## Характеристика
Балансові запаси лабрадориту 3,5 млн м³. Приурочене до масиву основних вивержених порід, що залягають серед кристалічних порід Українського кристалічного щита. На сході родовища лабрадорит переходить в габро. Потужність продуктивної товщі 10 −15 м, вивітреної зони-2-4 м. Головинський лабрадорит-масивна чорна грубозерниста порода, що складається з ідіоморфних таблитчатих або пластинчатих зерен; гол. породоутворюючий мінерал-лабрадор (85 −95% породи); крім того, в г.п. є піроксени, олівін, біотит. К-ть кристалів лабрадору з розмірами до 70-100 мм досягає 100 шт. на 1 м². Осн. фізико-механіч. властивості лабрадориту Г.р.: тимчасовий опір стисненню (в сухому стані) 100–120 МПа, сер. щільність 2790 кг/м³, водопоглинання 0,33%, стираність 0,68 г/см². Добре обробляється алмазним і абразивним інструментами; добре полірується до 170 одиниць шкали блискоміру.

## Технологія розробки
Родовище розкрите капітальною траншеєю внутр. залягання і розробляється 2-а горизонтами. Висота видобувних уступів 3-10 м, ширина робочих майданчиків 3-5 м. Видобуток блоків за двостадійною схемою з урахуванням природної тріщинуватості порід. Відбійка монолітів від масиву-буропідривним способом з використанням димного пороху. Для розколювання монолітів використовуються гідроклинні установки.
До приватизації видобуток блоків здійснювався буропідривним способом з використанням димного пороху. Моноліти відділялися від основного масиву за допомогою вибухів, а для подальшого розколювання застосовували гідроклини. Такий метод часто призводив до тріщин у камені та значних втрат цінної породи. Після модернізації підприємства у 2019 році на кар’єрі почали використовувати технологію алмазної канатної пилки. Вона дозволяє «перепилювати» моноліт без шуму та вибухів, добуваючи великі, рівні блоки без пошкоджень і з мінімальними втратами матеріалу.